# Lespedeza capitata
Lespedeza capitata o lespedeza,  es una especie de arbusto de la familia Fabaceae, natural del este de los Estados Unidos aunque se ha extendido por toda Norteamérica.

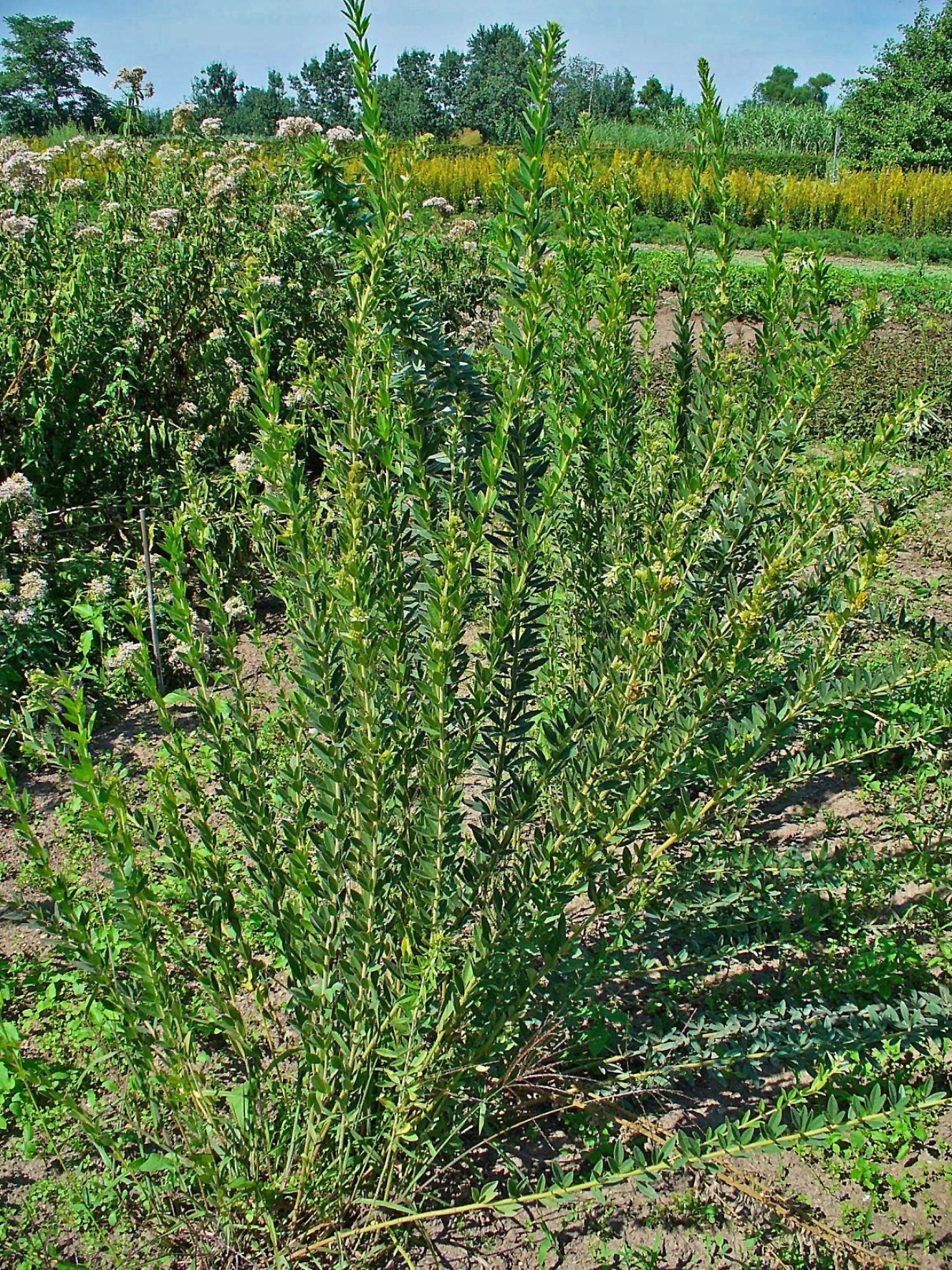
Vista de la planta

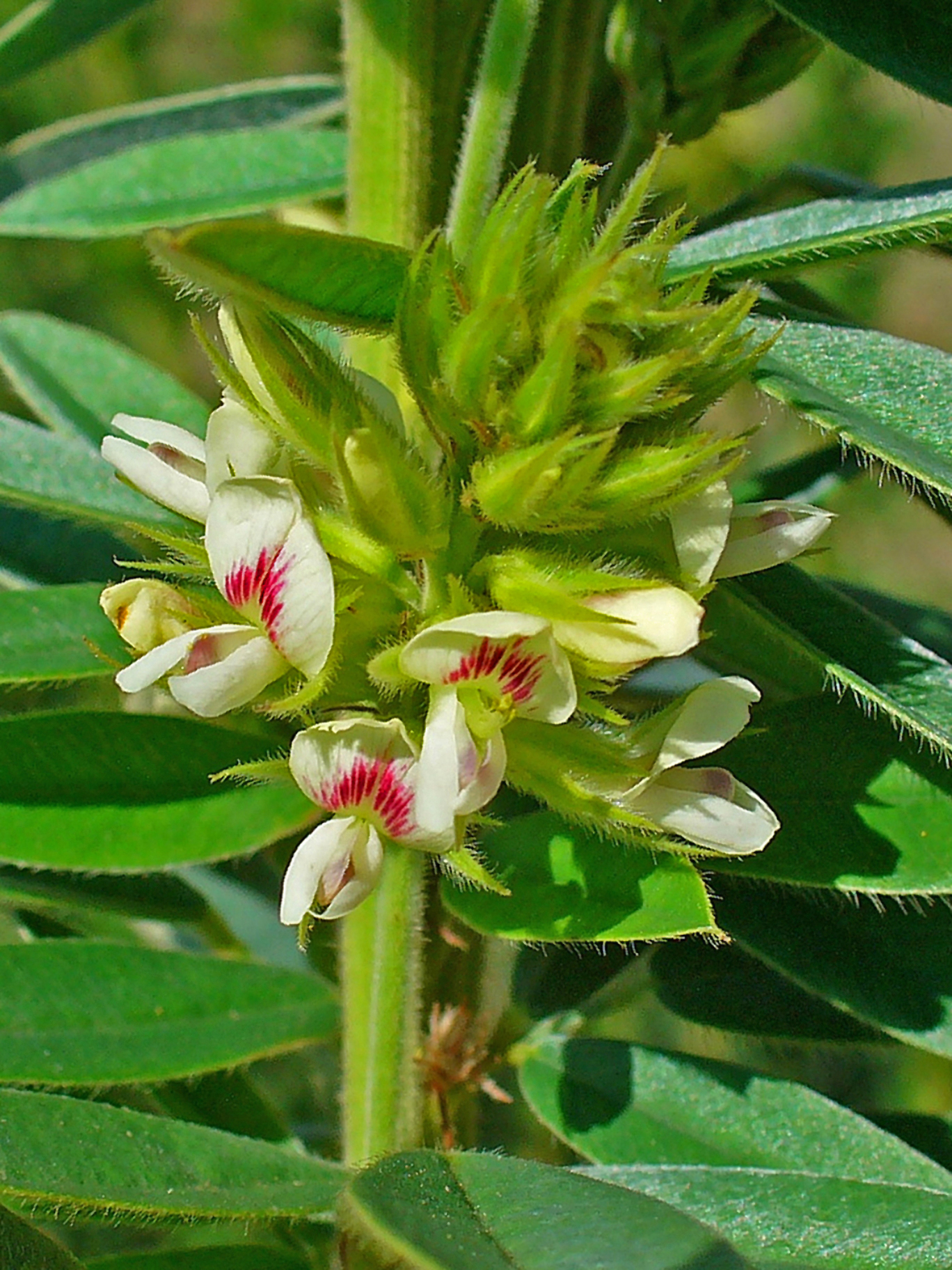
Inflorescencia

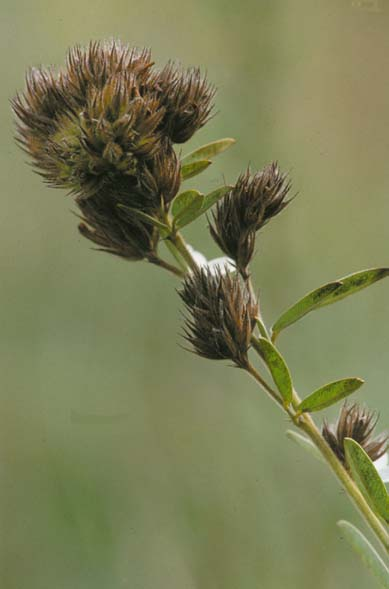
Inflorescencia

## Características
Es un subarbusto perenne con las raíces ramificadas que alcanza los 60-120 cm de altura. El tallo es leñoso en su base. Las hojas, subsésiles, alternas, compuestas con foliolos elípticos. Las inflorescencias es compacta y esférica con flores de color blanco. El fruto es una vaina aplanada.

## Ecología
En la naturaleza esta planta crece en zonas arboladas, en las praderas y en hábitats perturbados, como bordes de carreteras. Es tolerante a la sequía. Es usada para la fijación del nitrógeno.
Esta planta se utiliza como componente de mezclas de semillas para vegetar pastizales. Es una buena adición al forraje para el ganado, ya que es sabrosa y nutritiva. Las semillas son parte de la dieta de la codorniz. La planta también se puede utilizar en arreglos florales.

## Propiedades
Contiene flavonoides que estimulan los riñones y bajan las tasas de uremia en sangre. Es usado en casos de nefritis.

## Usos
Esta planta tiene una serie de usos medicinales por  grupos de nativos americanos. Fue utilizado como moxa para tratar el reumatismo. El pueblo comanche utiliza las hojas para té.  Los Meskwaki utilizaban las raíces para hacer un antídoto para el veneno.

## Taxonomía
Lespedeza capitata fue descrito por André Michaux y publicado en Flora Boreali-Americana 2: 71. 1803.
Sinonimia
- Hedysarum conglomeratum Poir.
- Hedysarum frutescens Willd.
- Hedysarum umbellatum Walter
- Lespedeza bicknellii House
- Lespedeza capitata var. sericea Hook.
- Lespedeza capitata var. stenophylla Bissell & Fernald
- Lespedeza capitata var. typica Fernald
- Lespedeza capitata var. velutina Fernald
- Lespedeza capitata var. vulgaris Torr. & A.Gray
- Lespedeza frutescens Elliott
- Lespedeza stuevei DC.
- Lespedeza velutina E.P.Bicknell[8][9]